# عبد الواحد الدكالي
عبد الواحد محمد الدكالي  من فقهاء المالكية، ومن أبرزهم بالمغرب الإسلامي في القرن العاشر الهجري. انتفع بعلمه الكثيرون خاصة في ليبيا وتونس، وكان مفتيًا على المذاهب الأربعة، ولم يكتف بالعلوم الشرعية، بل سلك أيضا منهج التصوف، ساعيًا بذلك إلى العمل بوصية الإمام مالك الداعية إلى الجمع بين التصوف والفقه، وكان شديداً على الممارسات الخاطئة لبعض المتصوفة، من رفاقه العلاّمة المالكي أحمد زروق، ومن أبرز تلامذته عبد السلام الأسمر..ولا تزال زاويته بمدينة مسلاتة بغرب ليبيا بعد قرابة خمسة قرون من وفاة الدكالي تعمل على تدريس القرآن والعلوم الإسلامية.

## حياته
قدم والده من المغرب الأقصى إلى تونس عام 770 هـ تقريبًا، ومنها انتقل إلى مصر عام 799 هـ، ومن المرجح عند بعض المؤرخين أن يكون الشيخ عبد الواحد ولد في مصر بعد انتقال أسرته إليها، ولا يعرف بالتحديد متى ولد الشيخ إلاّ أن المؤرخون يرجحون أن يكون قد ولد أوائل القرن التاسع الهجري.
و لا يعرف أيضا العام الذي توفي فيه الشيخ عبد الواحد ولكن تلميذه عبد السلام الأسمر ذكر أنه عاش 130 عاما، ودفن في قرية زعفران بمدينة مسلاتة.

## شيوخه
من أهم مشائخه: الشيخ أحمد بن التليس ، والشيخ فتح الله أبو راس مفتي القيروان على مذهب الإمامين مالك وأبو حنيفة، والشيخ أبو راوي الفحل من تلاميذ الشيخ أحمد بن عروس.
وقد قدمه أبناء الشيخ إلى بني وليد(ورفلة) في حي التربة’ وهم معرفون بعائلة عبد الواحد الدوكالي الصقر.

## علمه
يعدّ الشيخ عبد الواحد وفق العديد من المصادر التي تناولته ضالعاً وعلاّمة في الفقه على المذاهب الأربعة، عالماً في العقيدة، متقناً لعلوم اللغة العربية، علماً من أعلام التصوف وفق منهج السلف كما دعى إليه الأئمة مالك وأبو حنيفة النعمان والشافعي وأحمد بن حنبل، محاربًا لما اعتبره جهلاً لبعض المتصوفة، وهو من شيوخ الطريقة العروسيّة الشاذلية، رافق الشيخ أحمد زروق وكانت تجمعهما مودة كبيرة وكانا دائمي الالتقاء رغم عدم إقامتهما في مكان واحد، وقد التقيا أول الأمر في مصر، ومن المحتمل أن يكونا قد أخذا على نفس المشائخ في الأزهر، ثم ترافقا في رحلة العودة إلى ليبيا، واستمر الشيخ زورق في رحلتة إلى فاس قبل أن يعود من جديد ويستقر بمدينة مصراتة.

## من مناقبه
يصف رفاق الشيخ الدكالي بأنه قليل الكلام إلاّ في علم أو ذكر، كثير العبادة، غير محبّ للظهور، ولا يأكل من الطعام إلاّ ما يسدّ رمقه.

## أثره ومكانته
تبوّأ الشيخ عبد الواحد الدكالي مكانةً علمية ودعوية مهمة، وله دور كبير في الحركة العلمية والتربوية في ليبيا، وهو من أبرز أعلام القرنين التاسع والعاشر من الهجرة في المغرب العربي، واشتغل معظم حياته التي امتدت 130 عاما بالدعوة الإسلامية والتعليم الشرعي.

## مقالات ذات صلة
- أحمد زروق
- عبد السلام الأسمر
- عبد الواحد بن عاشر
- محمد كامل بن مصطفى
- منصور أبو زبيدة
- علي أمين سيالة
- مصطفى التريكي
- مدرسة عثمان باشا